# Szentelmények
A szentelmények (latinul sacramentalia), a katolikus egyházban mindazok a személyek és tárgyak, melyeket ez Krisztustól nyert meghatalmazásánál fogva, a saját maga által rendelt bizonyos imaalakok – és olykor egyéb szertartások – közvetítésével papjai által megáld vagy megszentel. Hasonlítanak a szentségekhez, mert látható jellel bírnak s bizonyos malasztot nyújtanak, de hiányzik a Krisztus egyenes rendelése. A szentelmények fogalma alá tartoznak az exorcizmus, áldások és szentelések. Az egyház megáldja: a híveket a szentmise alkalmával, a házasfeleket, a bort, vizet (szentelt víz), aranyat, tömjént, mirrhát, krétát, házakat, a nőt a szülés után (Egyházkelő) stb.; megszenteli: a templomot, az oltárt, a keresztkutat, az egyházi tárgyakat, gyertyákat, hamut, olajat stb. A pápának fenntartott szentelések: az aranyrózsa és a Szent Ágnes bárányának szentelése. 
A szentelések némelyikét a püspök, legtöbbjét az áldozópapok végezhetik. 